# Publius Helvius Pertinax
Pertinax, född 1 augusti 126 i Alba Pompeia i Ligurien, mördad 28 mars 193 på Palatinen i Rom, var romersk kejsare från den 1 januari 193 till sin död. Han blev kejsare som Imperator Caesar Publius Helvius Pertinax Augustus. Han är känd som den första kejsaren under det turbulenta femkejsaråret. Pertinax var gift med Flavia Titiana och hade två barn, sonen Publius Helvius Pertinax och en dotter med okänt namn.

## Vägen till makten
Pertinax far hade varit slav som sedan blivit rik i ull-branschen. Detta gav honom möjlighet att bekosta sonens utbildning. Pertinax blev först lärare, men på grund av den låga lönen valde han vid 35 års ålder att ge sig på en militär karriär. Han började som befälhavare för en kohort galler i Syria, men blev snart befordrad till tribun för sjätte legionen i York. Han förde sedan befäl i Marcus Aurelius krig mot quaderna och markomannerna vid Donau , varefter han belönades med en rad höga ämbeten och guvernörsposter. Han blev även omtyckt av Marcus Aurelius efterträdare Commodus och fick uppdraget att slå ner arméns myteri i Britannien. Därefter var han guvernör i Africa under åren 188–189 och sedan stadsprefekt i Rom.

## 87 dagar som kejsare
Mitt i natten den 31 december 192 knackade det på stadsprefekt Pertinax dörr. Det var Commodus mördare som erbjöd Pertinax kejsarmakten. Praetoriangardets stöd hade vunnits genom en muta på 12 000 sestertier per soldat och senaten utropade honom villigt till kejsare.
Han försökte som kejsare att snabbt genomföra stora besparingsreformer både inom det civila och militära, vilket gjorde honom impopulär. Han gick då hårt fram mot pretoriangardet, som dittills levt i överflöd. Den 28 mars stormade en grupp soldater kejsarpalatset (påhejade av Pertinax vakter) och slog ihjäl honom.
Efter sin död blev Pertinax gudaförklarad av Septimius Severus.